# Жон Маседоан
„Жон Маседоан“ (на френски: La Jeune Macédoine, в превод Млада Македония) с подзаглавие Revue Mensuelle de l’Union des Associations d’Etudiants Macedonians a l’Etranger е българско политическо месечно научно-популярно списание, орган на Съюза на македонските младежки организации в чужбина. В миналото е бил запазен единствено първи брой в НБКМ, но по-късно цялото течение става налично. Издание е на Македонския младежки съюз. Редактор му е Никола Коларов.
През ноември 1930 година секретариатът на СММО взима решение за издаване на месечно списание в Париж, на 15 януари 1931 година излиза първият му брой. Целта му е да запознае френската и световната общественост с Македония, борбите на македонските българи и положението във Вардарска и Егейска Македония. До края на годината излизат 10 броя от него, но в началото на 1932 година списанието е спряно под натиска на френското правителство, в резултат на непрестанните нападки от страна на югославските и гръцките представители. Секретариатът на съюза е принуден да се премести седалището си извън Париж.
Сред спомосъществувателите на изданието е Алфред Рапапорт.